# Louis Chausson
Pour les articles homonymes, voir Chausson (homonymie).
Ne doit pas être confondu avec Frédéric Chausson.
Louis Chausson, né le 2 mars 1841 à Rennaz et mort le 6 janvier 1901 dans la même commune, est une personnalité politique suisse, membre de la Gauche Libérale, puis du Parti radical-démocratique dès sa création en 1894. Il est député du canton de Vaud au Conseil national de 1883 à 1899.

## Biographie
Louis Chausson naît le 2 mars 1841 à Rennaz, dans le canton de Vaud. Protestant, originaire de Rennaz et de Noville, il est le fils de Gabriel-François, agriculteur, et de Suzanne Marie Martin. Il épouse Aline Marie Loup.
Après des études de droit entre 1861 et 1862 à Lausanne, il obtient son brevet de notaire en 1864, profession qu'il exerce de 1866 à sa mort, en plus d'être un riche propriétaire foncier.

### Carrière politique
Représentant la Gauche Libérale (aile gauche du parti libéral), puis le Parti radical démocratique dès sa création en 1894, Louis Chausson est député au Grand Conseil vaudois de 1870 à 1893 et conseiller national de 1883 à 1899. Il y jouera un rôle secondaire. En parallèle, il est vice-secrétaire puis secrétaire du Grand Conseil vaudois de 1874 à 1885 et préside en outre le Conseil général de Rennaz durant un peu moins de 30 ans,.

## Liens
- Notice dans un dictionnaire ou une encyclopédie généraliste :   - Dictionnaire historique de la Suisse
- Notices d'autorité :   - VIAF
  - GND